# ГЕС Собрагі
ГЕС Собрагі — гідроелектростанція в Бразилії на сході штату Мінас-Жерайс. Розташована на річці Параїбуна, котра є лівою притокою Параїби-ду-Сул (впадає в Атлантичний океан за 250 км на північний схід від Ріо-де Жанейро).
Річку перекрили бетонною греблею висотою 7,5 метра та довжиною 105 метрів, яка практично не здійснює накопичення ресурсу — площа водосховища лише 0,03 км2, а об'єм до 87 тис. м3. Для цієї водойми нормальним є коливання рівня поверхні між позначками 436,4 та 437,3 метра НРМ (максимальний рівень на випадок повені до початку скидання води 439,8 метра НРМ).
Зі сховища вода подається через прокладений у правобережному гірському масиві дериваційний тунель довжиною 0,9 км з перетином 54 м2, який після балансуючої камери (висота 135 метрів при діаметрі 12,4 метра) переходить у напірний водовід довжиною трохи менше за 0,4 км. Ресурс подається до машинного залу, обладнаного трьома турбінами типу Френсіс потужністю по 20 МВт, що працюють при чистому напорі 78 метрів (брутто-напір 81 метр).
Видача продукції відбувається за допомогою ЛЕП, розрахованої на роботу під напругою 138 кВ.